# Kirrweiler (Palatinado)
Kirrweiler é um município da Alemanha localizado no distrito de Südliche Weinstraße, no estado da Renânia-Palatinado. É membro da associação municipal de Verbandsgemeinde Maikammer.

## Política
Cadeiras ocupadas na comunidade:
|      | SPD | CDU | BL | Total       |
| 2009 | 1   | 7   | 8  | 16 Cadeiras |
| 2004 | 2   | 9   | 5  | 16 Cadeiras |